# 1833 en photographie
| Années de la photographie : 1830 - 1831 - 1832 - 1833 - 1834 - 1835 - 1836    |
| Décennies de la photographie : 1800 - 1810 - 1820 - 1830 - 1840 - 1850 - 1860 |

Cet article présente les faits marquants de l'année 1833 en photographie.

## Naissances
- 8 février : George Martin Ottinger, peintre et photographe américain, mort le 28 octobre 1917.
- 24 février : Léon Vidal, inventeur français spécialisé dans l’ingénierie photographique, mort le 5 août 1906.
- 8 mars : Carl Curman, médecin balnéothérapeute et photographe suédois, mort le 19 octobre 1913.
- 22 avril : Heinrich Eckert, photographe tchèque, mort le 28 février 1905.
- 12 mai : Georg Emil Hansen, photographe danois, mort le 21 décembre 1891.
- 25 mai : Alfred Noack, photographe italien d'origine allemande, mort le 21 novembre 1895.

- 16 octobre : Rosalie Sjöman, photographe suédoise, morte le 25 janvier 1919.
- 7 novembre : Henri-Antoine Boissonnas, photographe suisse, mort le 20 janvier 1889.
- 30 décembre : Abel Briquet, photographe français, actif au Mexique, mort le 28 janvier 1926.
- Date précise non renseignée ou inconnue :
  - Icilio Calzolari, photographe italien, mort le 18 décembre 1906.
  - Gianfrancesco Nardi, peintre et photographe italien, mort en 1903.
  - José Spreafico, photographe espagnol, mort en 1880.

## Décès
- 5 juillet : Nicéphore Niépce, l'un des inventeurs de la photographie et l'auteur du tout premier cliché, Point de vue du Gras en 1826, né le 7 mars 1765.